# 게오르게니

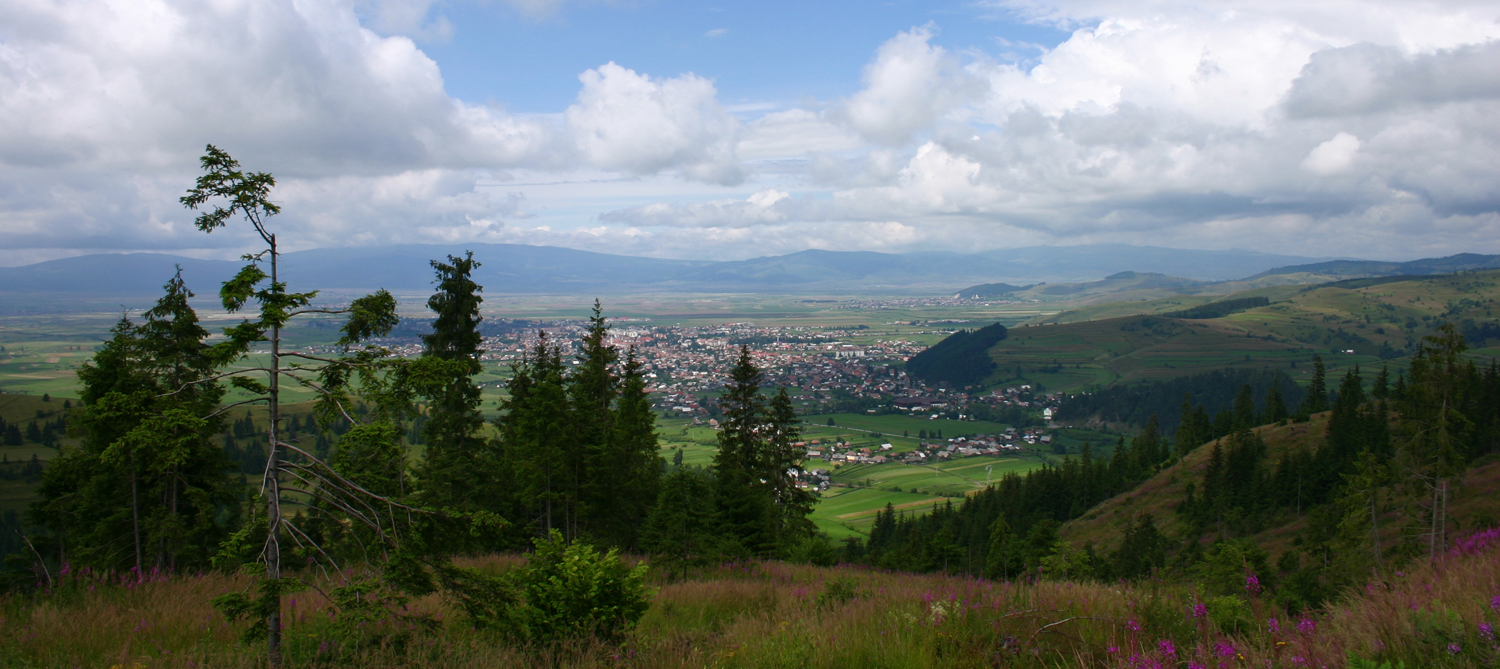
게오르게니

게오르게니(루마니아어: Gheorgheni, 헝가리어: Gyergyószentmiklós 제르조센트미클로시[*])는 루마니아 하르기타주의 도시로 면적은 90.17km2, 높이는 816m, 인구는 18,377명(2011년 기준), 인구 밀도는 200명/km2이다.
트란실바니아 동부에 위치한다. 도시 인구 가운데 86.13%는 헝가리인이며 11.22%는 루마니아인이다.

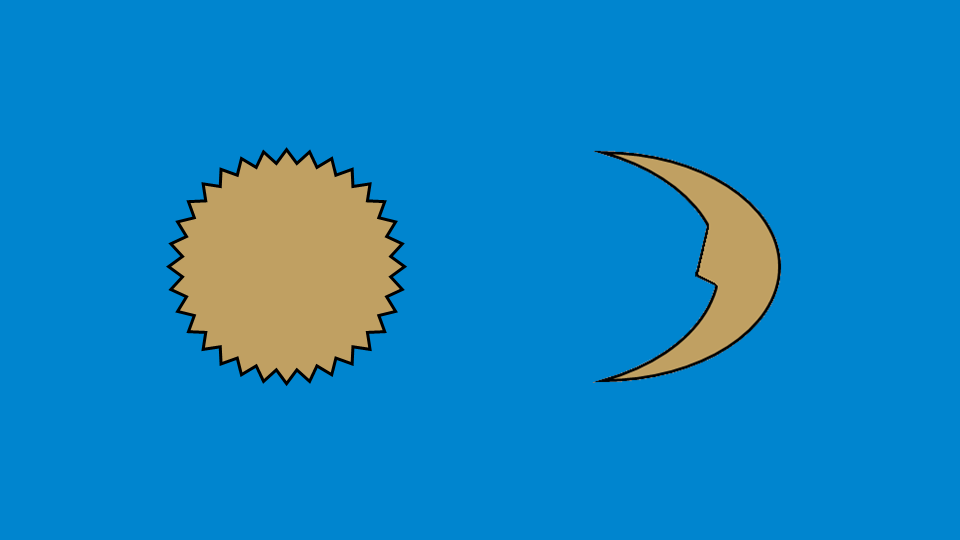
시기
시 문장

## 자매 도시
- 헝가리 베케시
- 헝가리 체글레드
- 헝가리 에게르
- 헝가리 키슈쿤머이셔
- 헝가리 시오포크
- 헝가리 시게트센트미클로시
- 세르비아 바치카토폴라
- 아르메니아 알라베르디